# Elecciones generales de Austria de 1930
Las elecciones generales se celebraron en Austria el 9 de noviembre de 1930. El Partido Socialdemócrata se convirtió en la primera fuerza política en el Consejo Nacional, con 72 de los 165 escaños. La participación electoral fue del 90.2%.
Esta fue la última elección parlamentaria que tuvo lugar en el período de la Primera República de Austria. Una serie de choques entre comunistas y nazis en 1934 fue seguida por el periodo del austrofascismo y finalmente con el Anschluss en 1938 por la Alemania nazi.

## Resultados
| Partido                                        | Votos     | %    | Escaños | +/-   |
| ---------------------------------------------- | --------- | ---- | ------- | ----- |
| Partido Socialdemócrata de Austria             | 1,517,146 | 41.1 | 72      | +1    |
| Partido Social Cristiano                       | 1,314,956 | 35.7 | 66      | –     |
| Bloque Nacional de la Economía (GDVP-Landbund) | 428,255   | 11.6 | 19      | –     |
| Heimwehr                                       | 227,401   | 6.2  | 8       | Nuevo |
| Partido Nacionalsocialista Obrero Alemán       | 111,627   | 3.0  | 0       | 0     |
| Landbund                                       | 43,689    | 1.2  | 0       | –     |
| Partido Comunista de Austria                   | 20,951    | 0.6  | 0       | 0     |
| Partido Popular Austriaco                      | 14,980    | 0.4  | 0       | Nuevo |
| Partido del Centro Democrático                 | 6,719     | 0.2  | 0       | Nuevo |
| Lista Judía                                    | 2,133     | 0.1  | 0       | Nuevo |
| Partido Popular de Lealtad al Kaiser           | 157       | 0.0  | 0       | Nuevo |
| Asociación Demócrata Nacional                  | 54        | 0.0  | 0       | Nuevo |
| Votos nulos/en blanco                          | 28,098    | –    | –       | –     |
| Total                                          | 3,716,166 | 100  | 165     | 0     |
| Fuente: Nohlen & Stöver                        |           |      |         |       |